# Liste der Schiffswracks an der Küste Namibias
Dies ist eine Liste der Schiffswracks an der Küste Namibias. Entlang der über 1350 Kilometer langen Atlantikküste Namibias strandeten seit den Anfängen der Schifffahrt zahlreiche Schiffe. Nicht zuletzt deswegen wird der nördliche Teil der Namib „Skelettküste“ genannt.
Einige Wracks sind bis heute zu sehen.

## Liste der Wracks
| Schiffsname         | Gesunken          | Bemerkung | Koordinaten                   | Foto          |
| ------------------- | ----------------- | --- | ----------------------------- | ------------- |
| Black Princess      | 1917              | Dampfschiff | vor Lüderitz                  |               |
| Bom Jesus           | 1533              | Eine portugiesische Nao, die Lissabon am 7. März 1533 verließ, und 2008 an der Atlantikküste bei Oranjemund entdeckt wurde. Sie gilt als einer der bedeutendsten Funde der Welt. Die Schiffsladung enthielt Elefantenstoßzähne, Bronze-Barren, Navigationsinstrumente und Goldmünzen. | Nicht publiziert (Oranjemund) | Foto          |
| Chamarel            | August 2012       | Mauritischer Kabelleger; Schiff wurde nach Ausbruch eines Feuers am 9. August 2012 sich selbst überlassen; einen Tag später gesunken; danach an Land gezogen und bis 2013 verschrottet                                                                                                | 21°54′46′′S 14°06′01′′O       | Foto          |
| Dunedin Star        | 29. November 1942 | Das Kühlschiff lief 80 km südlich des Kunene an der Skelettküste auf Grund. | 18°08′00″S 011°33′00″E        | Fotos         |
| Eduard Bohlen       | 5. September 1909 | Der Frachter lief am 5. September 1909 südlich der Conception Bay auf Grund. | 23°59′45.3″S 014°27′27″E      | weitere Fotos |
| Erycina             | 4. September 1896 | Norwegische Bark zum Verladen von Guano, die Anfang September 1896 leck schlug; später aufgegeben und an Land gespült; heute vermutlich gänzlich zerstört |                               |               |
| Frotamerica         | 15. Februar 2013  | Das Frachtschiff lief am 15. Februar 2013 33 km nördlich von Lüderitz auf Grund. | 26°22′12″S 015°02′24″E        | weitere Fotos |
| Fukuseki Maru No. 7 | 22. März 2018     | Japanischer Trawler der bei starkem Seegang unweit nördlich von Meile 108, etwa 1,5 km vor der Küste, auf Grund lief; jegliche Bergungsversuche scheiterten | -21.436075 13.810246          | Foto          |
| Maridal             | 1926              | vor Possesion Island auf Grund gelaufen |                               |               |
| Gertrud Woermann II | 20. November 1904 | Mit Proviant, Soldaten und Pferden geladen und im Nebel auf Land gelaufen; bis 1912 sichtbar; heute erinnert ein Leuchtfeuer an die Stelle |                               | Foto          |
| Gethen              | 26. Januar 1954   | Trawler, der vor der Norddüne bei Henties Bay auf Grund lief; heute ist womöglich bei Niedrigwasser der Motorblock noch sichtbar |                               |               |
| Henrietta Spasheti  | 14. Juli 1968     | Der Trawler lief im Juli 1968 165 Seemeilen nördlich von Walvis Bay bei Koigabmond auf Grund; heute am Südrand von Torra Bay sichtbar. | 20°27′28″S 013°15′01″E        | Foto          |
| Montrose            | 1973              | Lief 1973 ebenfalls am Südrand von Torra Bay auf Grund |                               | Foto          |
| Natal Coast         | 1955              | Der Dampfer lief 1955 18 km nördlich von Swakopmund bei Nebel auf einer Sandbank auf Grund. Die Mannschaft war unverletzt und konnte, nachdem die Küstenwache eingetroffen war, das Schiff verlassen.                                                                                 |                               | Foto          |
| Otavi               | 1945              | Der Dampfer lief 1945 105 km nördlich von Lüderitz in der Spencer Bay auf Grund. | 25°43′56″S 014°50′00″E        | weitere Fotos |
| Resplendent         | 18. Februar 2020  | Trawler von Hangana hatte Wassereinbruch und sank schnell; 26 Seeleute gerettet, Kapitän vermisst und Suche eingestellt. Wrack liegt in 318 Meter Tiefe. | 21°51'40.2"S 12°51'35.2"E     |               |
| Shawnee             | 1976              | Trawler, der bei Conception Bay auf Land auffuhr | 23°40'23.1"S 14°30'12.9"E     |               |
| Sir Charles Elliot  | 3. Dezember 1942  | Südafrikanischer Schlepper, der 1942 auf Land lief; er war zuvor zur Rettung der Dunedin Star im Einsatz |                               |               |
| Suiderkus           | 16. Dezember 1976 | Trawler (Baujahr 1964), der unweit von Möwe Bay auf Grund lief; heute noch in großen Teilen zu sehen | Ungefähr 19°22'S 012°42'E     | Foto          |
| SW Seal             |                   | Nördlich von Torray Bay zu sehendes Wrack |                               |               |
| Vipava              | 7. Juli 1968      | Bei dichtem Nebel lief dieser jugoslawische Frachter 16 Meilen nördlich von Swakopmund auf Grund; ein herbeigerufener Schlepper konnte das Schiff nicht frei bekommen; das Schiff wurde daraufhin verlassen, was zum Totalverlust führte                                              |                               |               |
| Winston             | 1970              | Der südafrikanische Trawler lief bei dichtem Nebel zwei Meilen südlich der Ugab-Mündung auf Grund; jahrelang gut erhalten, zerbrach er; heute dennoch teilweise gut sichtbar |                               |               |
| Zeila               | 25. August 2008   | Der Trawler lief am 25. August 2008 14 km südlich von Henties Bay auf Grund. | 22°14′28″S 014°21′13″E        |               |
| unbekannt           | 18xx              | Amerikanisches Walfangschiff in der Omaruru-Mündung; Teile wurden später zum Bau der ersten Häuser in Henties Bay genutzt |                               |               |
| unbekannt           |                   | Unbekanntes Wrack an der Westküste der Lagune von Walvis Bay | 22°54′25″S 014°26′11″E        |               |